# Masan (Ardecha)
Mazan-l'Abbaye és un municipi francès situat al departament de l'Ardecha i a la regió d'Alvèrnia-Roine-Alps. L'any 2007 tenia 139 habitants.

## Demografia

### Població
El 2007 la població de fet de Mazan-l'Abbaye era de 139 persones. Hi havia 60 famílies de les quals 16 eren unipersonals (16 homes vivint sols), 20 parelles sense fills, 16 parelles amb fills i 8 famílies monoparentals amb fills.
La població ha evolucionat segons el següent gràfic:
Habitants censats

### Habitatges
El 2007 hi havia 199 habitatges, 61 eren l'habitatge principal de la família, 129 eren segones residències i 9 estaven desocupats. 195 eren cases i 4 eren apartaments. Dels 61 habitatges principals, 52 estaven ocupats pels seus propietaris i 9 estaven llogats i ocupats pels llogaters; 2 tenien dues cambres, 11 en tenien tres, 24 en tenien quatre i 24 en tenien cinc o més. 52 habitatges disposaven pel capbaix d'una plaça de pàrquing. A 33 habitatges hi havia un automòbil i a 23 n'hi havia dos o més.

### Piràmide de població
La piràmide de població per edats i sexe el 2009 era:
| Homes | Edats   | Dones |
| ----- | ------- | ----- |
| 0     | 95 o +  | 0     |
| 0     | 90 a 94 | 0     |
| 0     | 85 a 89 | 0     |
| 4     | 80 a 84 | 0     |
| 4     | 75 a 79 | 8     |
| 12    | 70 a 74 | 8     |
| 0     | 65 a 69 | 4     |
| 4     | 60 a 64 | 4     |
| 12    | 55 a 59 | 4     |
| 8     | 50 a 54 | 8     |
| 4     | 45 a 49 | 4     |
| 16    | 40 a 44 | 4     |
| 4     | 35 a 39 | 4     |
| 0     | 30 a 34 | 4     |
| 8     | 25 a 29 | 4     |
| 4     | 20 a 24 | 0     |
| 0     | 15 a 19 | 0     |
| 8     | 10 a 14 | 8     |
| 0     | 5 a 9   | 8     |
| 0     | 0 a 4   | 4     |

## Economia
El 2007 la població en edat de treballar era de 83 persones, 63 eren actives i 20 eren inactives. De les 63 persones actives 58 estaven ocupades (34 homes i 24 dones) i 5 estaven aturades (3 homes i 2 dones). De les 20 persones inactives 8 estaven jubilades, 6 estaven estudiant i 6 estaven classificades com a «altres inactius».

### Ingressos
El 2009 a Mazan-l'Abbaye hi havia 63 unitats fiscals que integraven 129 persones, la mediana anual d'ingressos fiscals per persona era de 11.510 €.

### Activitats econòmiques
Els 3 establiments que hi havia el 2007 eren d'empreses d'hostatgeria i restauració.
L'any 2000 a Mazan-l'Abbaye hi havia 27 explotacions agrícoles que ocupaven un total de 900 hectàrees.

## Poblacions més properes
El següent diagrama mostra les poblacions més properes.